# Politische Säuberung
Politische Säuberung, auch nur Säuberung, bezeichnet die zwangsweise Ausgrenzung von Personen oder Personengruppen aus politischen Organisationen und Institutionen, insbesondere aus Parteien, Regierungen und öffentlicher Verwaltung. Sie kann von der Exklusion oder dem Parteiausschluss bis hin zur Tötung reichen.
In Parteien, insbesondere in undemokratischen Gesellschaftsformen, wird häufig eine aufkommende innerparteiliche Opposition mittels einer Säuberung ausgegrenzt oder entfernt. Ziel ist meist der Machterhalt einer dominierenden Gruppierung. Innerhalb von autoritären und diktatorischen Regimen, insbesondere bei einer Einparteienherrschaft, kann sich diese Entfernung missliebiger Personen auch auf nachgeordnete Positionen in Staat und Gesellschaft ausdehnen und bis zum Staatsterror reichen. Eine große Rolle spielt der Begriff der „Säuberung“ innerhalb der Geschichte kommunistischer Parteien und Organisationen im 20. Jahrhundert.
Die Verwendung des Wortes Säuberung für die Benennung derartiger Zusammenhänge wird mitunter als euphemistisch empfunden, und es wird oft in Anführungszeichen gesetzt.

## Totalitarismustheorie
Die Totalitarismustheorie, wie sie von Carl Joachim Friedrich und Zbigniew Brzeziński vertreten wurde, wies den Säuberungen der totalitären Parteien eine wichtige Funktion zu: Sie sollten die Schwungkraft dieser Parteien erhalten, untaugliche Mitglieder entfernen und lokale oder regionale Machtzentren zerschlagen. 1956 beschrieb Brzeziński in diesem Sinne das politische System der Sowjetunion als permanent purge, als „permanente Säuberung“.

## Historische Beispiele
Die folgende Aufzählung kann nur eine kleine Auswahl von historischen Säuberungen darstellen.

### Englischer Bürgerkrieg
Während des Englischen Bürgerkriegs wurden am 6. Dezember 1648 alle Abgeordneten aus dem Langen Parlament Englands entfernt, denen unterstellt wurde, der New Model Army kritisch gegenüberzustehen (Pride’s Purge). Übrig blieb das Rumpfparlament, das auf Betreiben Oliver Cromwells König Karl I. den Prozess machte und ihn am 30. Januar 1649 hinrichten ließ.

### Französische Revolution
Während der Französischen Revolution war die Phase der Terrorherrschaft (1793/94) durch brutale Unterdrückung aller als Konterrevolutionäre Verdächtigten gekennzeichnet. Die „Säuberungen“ wurden von einem Komitee von zwölf Männern, dem Wohlfahrtsausschuss um dessen Führer Maximilien de Robespierre, angeführt. Dieser fiel später selbst seiner eigenen Kampagne zum Opfer. Dies ist laut Brockhaus die erste beobachtbare Säuberung in diesem Sinne.

### Zeit des Nationalsozialismus
In der Zeit des Nationalsozialismus kam es in vielerlei Hinsicht zu Säuberungen in Partei und Staat. Mit der Verordnung des Reichspräsidenten zum Schutz von Volk und Staat („Reichstagsbrandverordnung“) vom 28. Februar 1933 wurde die Verfolgung von politischen Gegnern legalisiert. Unmittelbar darauf wurden das Gesetz zur Wiederherstellung des Berufsbeamtentums und das Gesetz über die Zulassung zur Rechtsanwaltschaft zur Ausgrenzung jüdischer und politisch missliebiger Beamter und Rechtsanwälte erlassen.
Ein weiteres Beispiel ist der sogenannte Röhm-Putsch vom 30. Juni bis 2. Juli 1934. Er blieb die einzige Säuberungsaktion der NSDAP. Laut dem Soziologen Klaus-Georg Riegel hat der Nationalsozialismus allerdings keine eigene Säuberungskonzeption hervorgebracht, da er sich als Gefolgschaft des charismatischen Führers verstand, die sich im Kampf bewähre und dabei selbst reinige – eine explizite, programmatische Formulierung der emotionalen Bindung an Hitler, gegen die zu verstoßen weitere Säuberungen notwendig gemacht hätte, da sich rationale Disziplin und Führercharisma ausschlössen.

### Innerhalb kommunistischer Parteien
Innerhalb kommunistischer Parteien waren „Säuberungen“ im 20. Jahrhundert ein wichtiger Bestandteil zur Durchsetzung der Parteilinie, zur Integration nach innen und der Abgrenzung nach außen. Diese „Säuberungen“ markieren die totalitäre und diktatorische Organisationsform marxistisch-leninistischer Parteien, die als eine Richtung aus dem im 19. Jahrhundert entwickelten Marxismus hervorgingen.

#### 1920er Jahre
Die ab 1919 innerhalb der Kommunistischen Internationale (Komintern) zusammengeschlossenen Parteien definierten sich von Anfang an sehr stark als eine revolutionäre Elite, und damit als Gegenpol zu anderen Strömungen innerhalb der politischen Linken. Vermittelt über die Prinzipien des sogenannten Demokratischen Zentralismus kam es in diesen kommunistischen Parteien immer wieder zu Ausschlüssen von Personen oder Gruppen, die vermeintlich oder tatsächlich die Einheit und Reinheit der Partei in Frage stellten. Die Form der ideologischen Abweichung konnte unterschiedlich sein; der Verdacht, der Sozialdemokratie zu nahezustehen, gehörte genauso dazu wie der Vorwurf des „Zentrismus“ oder der des „Luxemburgismus“. Aber auch „Trotzkismus“, „Rechtsabweichlertum“, „Sektierertum“ und „Fraktionsbildung“ konnte angekreidet werden. Je nach Zeitumständen und Ausrichtung der Parteiführung konnten bestimmte Vorwürfe gehäuft auftreten und sich einzelne Parteiausschlüsse zu einer „Säuberungswelle“ verdichten.
Bereits auf ihrem II. Weltkongress 1920 hatten die in der Komintern zusammengeschlossenen Parteien Wladimir Iljitsch Lenins 21 Leitsätze über die Bedingungen der Aufnahme in die Kommunistische Internationale angenommen. Die Parteien waren darin verpflichtet worden, ihre Reihen regelmäßig „von den sich in sie einschleichenden kleinbürgerlichen Elementen systematisch zu säubern“. In den folgenden Jahren spielte unter der Losung der Bolschewisierung der kommunistischen Parteien vor allem der Ausschluss sozialdemokratischen Gedankengutes eine Rolle.

#### 1930er Jahre: Stalinsche „Säuberungen“
Im Verlauf der Herrschaft Josef Stalins erreichten diese später „Stalinsche Säuberungen“ genannten Aktivitäten einen bisher nie dagewesenen Umfang. Waren dessen „Säuberungen“ in den 1920er Jahren noch meist nur mit einem Parteiausschluss verbunden, mussten die Betroffenen im Verlauf der 1930er Jahre immer häufiger mit Verhaftung und Zwangsarbeit oder Hinrichtung rechnen. Betroffen war der Parteiapparat der Kommunistischen Partei der Sowjetunion (KPdSU) genauso wie nahezu alle Bereiche des Staatswesens der Sowjetunion. Für deren Höhepunkt, die Jahre von 1935/1936 bis 1938, wird innerhalb der deutschsprachigen Politik- und Geschichtswissenschaft der Terminus „Große Säuberung“ (russisch: Tschistka) neben dem Begriff „Großer Terror“ verwendet. Die genaue Zahl der Opfer ist unter Historikern umstritten, die Bandbreite der Schätzungen reicht von minimal rund einer Million bis zu über 20 Millionen Toten durch Exekutionen, Lagerhaft und Verhungern.

### Nach dem Zweiten Weltkrieg

#### Frankreich
Nach der Befreiung Frankreichs durch die Alliierten (1944) wurden mehr als 10.000 Menschen wegen erwiesener oder vermuteter Kollaboration in wilden, außergerichtlichen „Säuberungen“ (Épuration sauvage) ermordet, teils nach Schnellprozessen (Lynchjustiz), teils nach (auch willkürlichen) Verhaftungen. Kommissionen zur Épuration/Reinigung/Säuberung versuchten, den Polizeidienst auf sein Handeln in der Zeit des Vichy-Regimes zu überprüfen.

#### Alliierte Besatzungszonen
Nach ihrem Sieg über das nationalsozialistische Deutschland säuberten die Hauptsiegermächte Politik, Verwaltung und öffentliches Leben im besetzten Deutschland von Nationalsozialisten. Dieses Vorgehen wurde Entnazifizierung genannt. Es wurde in den vier Besatzungszonen unterschiedlich gehandhabt und mit Beginn des Kalten Krieges beendet. Die Entnazifizierung als politische Massensäuberung gilt heute als gescheitert.

#### Machtbereich der Roten Armee
Nach 1945 kam es zu Säuberungen im Partei- und Staatsapparat der osteuropäischen Länder, die in der Folge des Zweiten Weltkrieges von der Roten Armee besetzt wurden und damit ebenfalls Stalins Machtbereich zufielen,  beispielsweise durch den Februarumsturz 1948 in der Tschechoslowakei. War diesen Staaten unter dem Begriff der Volksdemokratie zunächst ein eigenständiger Dritter Weg zum Sozialismus zugebilligt worden, so wurden sie Ende der 1940er Jahre eng den Interessen und Vorstellungen Stalins unterstellt. Hintergrund war hier auch das Ausbrechen Jugoslawiens unter Josip Broz Tito aus dem sowjetischen Lager, ein für den sowjetischen Diktator gefährlicher Präzedenzfall. Die Führung der moskautreuen deutschen SED erließ in diesem Zusammenhang am 29. Juli 1948 einen Beschluss über die „organisatorische Festigung der Partei und ihre Säuberung von entarteten und feindlichen Elementen“.

#### Japan
Während er Besatzungszeit in Japan kam es unter Bezugnahme auf die Potsdamer Erklärung zur Entfernung von „unerwünschten Personen“ aus dem öffentlichen Leben, insbesondere Politik, Wirtschaft und Ministerien. Dazu zählten vor allem Repräsentanten der militärischen japanischen Expansionspolitik, Vertreter des politischen Ultranationalismus und aktive Unterstützer des japanischen Kaiserhauses wie die Taisei Yokusankai. Die betreffenden Personen wurden in die Kategorien A bis G eingeteilt und mussten Fragebögen zu ihrer Tätigkeit seit dem 1. Januar 1931 beantworten.

### Türkei
Im Dezember 2013 betrieb Recep Tayyip Erdoğan, von 2003 bis 2014 Ministerpräsident der Türkei, die Entlassung zahlreicher Staatsdiener, die in einer großen Korruptionsaffäre unter anderem gegen ihn ermittelten. Mehr als 3000 Polizisten wurden ohne rechtliche Grundlage entlassen, 115 Richter und Staatsanwälte wurden abgesetzt, mehrere Hundert Beamte aus dem Dienst entlassen. Summarisch hieß es, sie seien als Anhänger Fethullah Gülens (siehe auch Gülen-Bewegung) „Staatsfeinde“ und „Terroristen“. Seither begründet Erdoğan sein Vorgehen gegen Dissidenten meist mit dem Kampf gegen den „tiefen Staat“. Entlassen wurden damals (und auch später) vor allem jene, die sich nicht Erdoğans Willen beugten.
Im August 2014 wurde Erdoğan zum Präsidenten der Türkei gewählt; Ahmet Davutoğlu wurde Ministerpräsident. Bei der Parlamentswahl am 1. November 2015 erhielt die AKP die absolute Mehrheit der Sitze im Parlament. Im November 2015 leitete der „Hohe Rat der Richter und Staatsanwälte“ Ermittlungen gegen 5000 Richter und Staatsanwälte ein, die angeblich ein Teil von Gülens „parallelem Staat“ sein sollen. Im März 2016 wurden 680 Richter und Staatsanwälte in den einstweiligen Ruhestand versetzt.
2016 äußerte Davutoğlu sich kritisch zu einer Änderung der türkischen Verfassung in Richtung Präsidialsystem. Am 5. Mai gab Davutoğlu seinen Rückzug bekannt.
Am 16. Juli 2016, direkt nach dem Scheitern eines Putschversuchs türkischer Soldaten, kündigte Erdoğan „Säuberungen“ an. Die Suspendierung von 2745 Richtern und Staatsanwälten (darunter fünf Mitglieder des Hohen Rats der Richter und Staatsanwälte) war offenbar von langer Hand geplant. Ähnliches drohte 2024 jungen Offizieren nach ihrer Abschlussfeier der Militärakademie, als diese einen Inoffiziellen Eid auf die demokratische Republik leisteten. Auch ihnen drohte Erdoğan mit "Säuberungen".

### China
Zwischen November 2012 und August 2016 wurden in der Volksrepublik China während der Antikorruptionskampagne unter Xi Jinping mehr als eine Million Parteimitglieder der Kommunistische Partei Chinas hinsichtlich ihrer Verstrickung in Vetternwirtschaft und Korruption „durchleuchtet“; laut einer Meldung des Staatssenders Radio China International bestätigte sich bei rund 187.000 dieser Personen der Verdacht auf den strafrechtlich relevanten Tatbestand der Korruption und die parteipolitisch verfemte Vetternwirtschaft; gegen rund 91.900 der dieser Vergehen Beschuldigten wurde ein Strafverfahren eröffnet. Der Kampf gegen „Tiger und Fliegen“ Xi’s richtete sich gegen hochrangige Parteifunktionäre („Tiger“), umfasste aber auch untergeordnete Staatsbeamte („Fliegen“) und korrupte Militärs in Spitzenpositionen. Durch diese Kampagne, die nach offizieller Darstellung gegen Korruption und Vetternwirtschaft in Partei und Staat gerichtet war, konnte Xi nach Einschätzung der Dissidentin Cai Xia auch seine innerparteilichen Konkurrenten Zhou Yongkang und Sun Zhengcai ausschalten; Personen im Umfeld Xi’s waren nicht von dieser „Säuberungsaktion“ betroffen.